# Diarthron
Diarthron es un género  con 20 especies de plantas  pertenecientes a la familia Thymelaeaceae.

## Especies seleccionadas
- Diarthron altaica
- Diarthron antoninae
- Diarthron arenaria